# Храм ікони Божої Матері «Розчулення» (Сіверськодонецьк)
Храм ікони Божої Матері «Розчулення» у місті Сіверськодонецьк, Луганської області — храм Сєвєродонецької єпархії Української православної церкви московського патріархату. Це перший православний храм у Сіверськодонецьку.

## Історія
У червні 1993 року у Сіверськодонецьку (тоді Сєвєродонецьк) був відкритий перший православний храм. Освятили стару будівлю колишнього клубу «Комсомолець» на честь ікони Божої Матері «Розчулення».
Вперше в храмі була відкрита «Богословська педагогічна школа». Перший її випуск відбувся в 2000 році.
Незабаром з'явилася і перша православна бібліотека в храмі.
У 2000 храм відвідав професор Свято-Тихонівського Богословського Університету — Дікон Андрій Кураєв і виголосив проповідь для прихожан про святителя Миколая Чудотворця. Також храму була подарована ікона Святого Стефана, первосвященика, і архідиякона з часткою його святих мощей.